# Chrysoprasis beraba
Chrysoprasis beraba là một loài bọ cánh cứng trong họ Cerambycidae.